# Marc Augé
Marc Augé (født 2. september 1935 i Poitiers,  død 24. juli 2023 i Paris) var en fransk antropolog.